# Jórgosz Jeorjádisz
Jórgosz Jeorjádisz (görögül: Γιώργος Χ. Γεωργιάδης; Kavála, 1972. március 8. –) görög labdarúgóedző, korábbi válogatott labdarúgó. Tagja volt a 2004-ben Európa-bajnokságot nyert görög válogatott keretének.

## Sikerei, díjai
Panathinaikósz
- Görög bajnok (2): 1995, 1996
- Görög kupagyőztes (3): 1994, 1995, 1996
- Görög szuperkupagyőztes (2): 1993, 1994

PAÓK
- Görög kupagyőztes (2): 2001, 2003

Olimbiakósz
- Görög bajnok (1): 2005
- Görög kupagyőztes (1): 2005

Görögország
- Európa-bajnok (1): 2004